# Brett Kavanaugh
Brett Michael Kavanaugh (Washington D.C., 12 februari 1965) is een Amerikaans jurist en rechter in het Hooggerechtshof van de Verenigde Staten. Eerder was hij rechter in het Hof van Beroep voor het circuit van het District of Columbia, en daarvoor stafsecretaris van de Executive Office of the President of the United States ten tijde van het presidentschap van George W. Bush.

## Levensloop

### Jeugd en opleiding
Kavanaugh werd op 12 februari 1965 in Washington geboren en groeide op in Bethesda in de Amerikaanse staat Maryland. Zijn ouders zijn Edward en Martha Kavanaugh. Hij studeerde af aan de Georgetown Preparatory School, waarna hij aangenomen werd op de Yale-universiteit, waar hij uiteindelijk zijn rechtendiploma en Bachelor of Arts behaalde. Tijdens zijn studietijd zat hij bij de redactie van de Yale Law Journal.

### Loopbaan
Kavanaugh was griffier voor Anthony Kennedy, rechter in het Hooggerechtshof van de Verenigde Staten; Alex Kozinski, rechter in het Hof van Beroep voor het 9e circuit; en Walter Stapleton, rechter in het Hof van Beroep voor het 3e circuit. Voordat Kavanaugh griffier werd bij het Hooggerechtshof, kreeg hij een aanstelling van een jaar als medewerker van Kenneth Starr, toen de advocaat-generaal van de Verenigde Staten.
Kavanaugh werkte een tijdje bij het advocatenkantoor Kirkland & Ellis, waar hij zich toelegde op rechtszaken waar de aangeklaagde in hoger beroep was gegaan. Kavanaugh werd tijdens zijn loopbaan begeleid door Kenneth Starr.
Ook werkte hij een tijdje bij het United States Office of the Independent Counsel, waar hij zich bezighield met de justitiële en grondwettelijke aspecten van de affaire tussen Monica Lewinsky en Bill Clinton, en het onderzoek naar de zelfmoord van Vincent Foster. Hij speelde een belangrijke rol bij het opstellen van het zogeheten Starr Report in 1998, waarin aangespoord werd om Bill Clinton, de toenmalige president van de Verenigde Staten, af te zetten omdat deze meineed zou hebben gepleegd. Kavanaugh begeleidde tevens het onderzoek naar de zelfmoord van Vincent Foster, een medewerker van Clinton.
Daarnaast werkte Kavanaugh bij de Amerikaanse presidentsverkiezingen van 2000 als medewerker van de presidentscampagne van George W. Bush mee aan de hertellingen van de stemmen in Florida. Kort hierna werd hij door de staf van George W. Bush belast met het vinden van geschikte kandidaten voor het vervullen van een positie als rechter in het Hooggerechtshof van de Verenigde Staten.
Na de inauguratie van George Bush kreeg Kavanaugh een aanstelling als juridisch adviseur van de president. Hij hield zich in deze functie bezig met (grond)wettelijke kwesties. Vanaf 2003 werkte hij als secretaris-generaal van de presidentiële staf, waar hij belast was met het coördineren van een juiste doorstroom van belangrijke documenten van en naar de president.

### Rechter in het Hof van Beroep

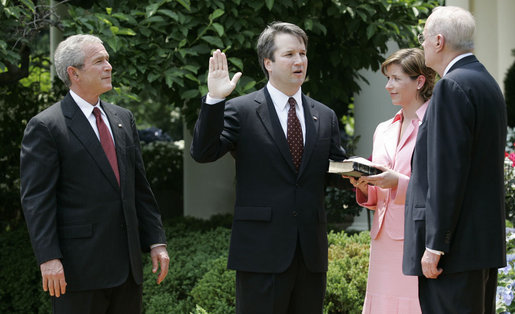
Brett Kavanaugh in 2006 bij zijn inauguratie in de tuinen van het Witte Huis

President George W. Bush nomineerde Kavanaugh op 25 juli 2003 als rechter in het Hof van Beroep voor Washington D.C. Deze zetel was vrijgekomen nadat Laurence Silberman in november 2000 met pensioen was gegaan. De aanstelling van Kavanaugh werd uiteindelijk bijna drie jaar vertraagd door aantijgingen van Democratische senatoren dat Kavanaugh partijdig zou zijn. Het debat over deze kwestie in de Amerikaanse Senaat liep hevig uit de hand. Zo noemde senator Dick Durbin hem de "Forrest Gump van de Republikeinse politiek". 
Uiteindelijk werd zijn aanstelling in mei 2006 bevestigd, na reeksen onderhandelingen tussen Democratische en Republikeinse senatoren. De twintigkoppige Senate Judiciary Committee raadde vervolgens aan dat de kwestie door middel van een stemming beslist zou moeten worden. Kavanaugh kreeg een ruime meerderheid achter zich: op 26 mei 2006 stemden 57 senatoren voor en 36 tegen de bevestiging van zijn aanstelling. Op 1 juni 2006 werd hij geïnaugureerd door zijn voormalige werkgever Anthony Kennedy tijdens een ceremonie in de tuinen van het Witte Huis. Kavanaugh werd hiermee de vierde door president Bush aangestelde rechter in het Hof van Beroep van Washington D.C.
Kavanaugh behandelde zijn eerste zaak op 11 september 2006, en zijn formele inhuldiging vond plaats op 27 september van datzelfde jaar. Zijn eerste gepubliceerde rechterlijke beslissing werd uitgegeven op 17 november 2006.

### Rechter in het Hooggerechtshof

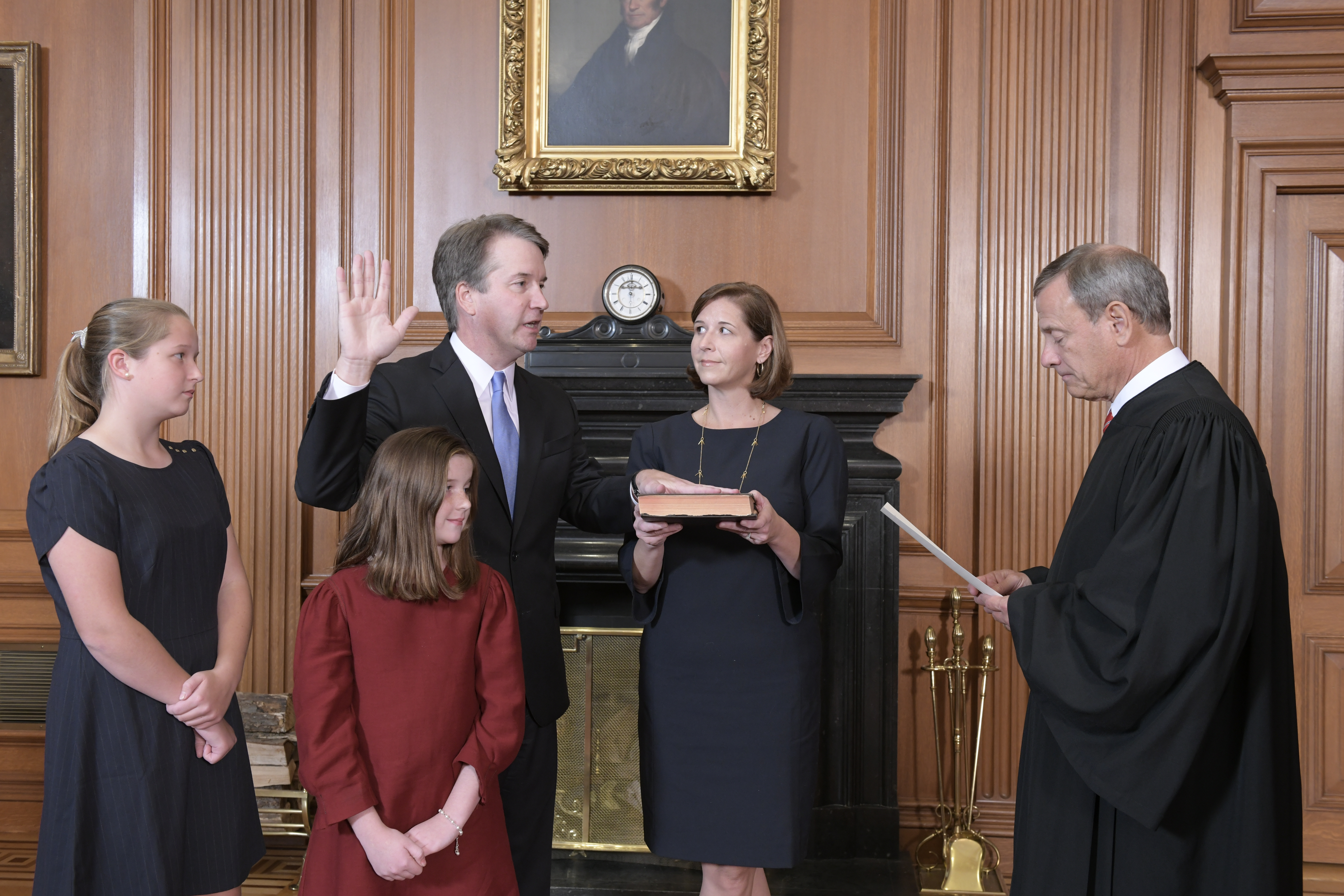
Brett Kavanaugh legt de eed af bij opperrechter Roberts op 6 oktober 2018 in het bijzijn van zijn familie

Op 9 juli 2018 droeg president Trump Kavanaugh voor als rechter in het Hooggerechtshof van de Verenigde Staten, omdat hierin op 1 augustus 2018 een plaats zou vrijkomen door de pensionering van rechter Anthony Kennedy.
De hoorzittingen startten op 4 september 2018. Psychologe Christine Blasey Ford beschuldigde Kavanaugh van seksueel grensoverschrijdend gedrag tijdens hun middelbare-schooltijd. Kavanaugh zou haar in 1982 in een dronken bui op een bed gegooid hebben en geprobeerd hebben haar uit te kleden. In een interview voor de zender Fox News ontkende Kavanaugh de beschuldigingen met klem.
De juridische commissie van de senaat organiseerde op 27 september een aanvullende hoorzitting, waarin eerst Blasey Ford en later Kavanaugh als getuigen werden gehoord. De hoorzitting kon via een rechtstreekse tv-uitzending gevolgd worden. Tijdens de hoorzitting van het Senate Judiciary Committee kon Ford niet vertellen waar en wanneer de aanranding gebeurd zou zijn. Een vriend van Kavanaugh, Mark Judge, zou erbij geweest zijn. Mark Judge verklaarde schriftelijk dat hij zich dit niet kon herinneren. 
Later kwam kandidaat-opperrechter Kavanaugh aan het woord. Hij beklaagde zich erover dat hij pas tien dagen na de beschuldigingen, die hij met klem ontkende, de kans kreeg om zich te verdedigen voor de commissie. Hij zei ook dat in die tien dagen zijn naam en die van zijn familie waren besmeurd, dat de beschuldigingen een Democratische manoeuvre waren en dat de Clintons er mogelijk achter zaten.
Senator Graham van South Carolina uitte zijn misprijzen voor de tactiek van de Democraten bij de benoeming.
Uiteindelijk bevestigde de senaatscommissie de voordracht van Kavanaugh. De stemming verliep volgens de partijlijnen (elf Republikeinse stemmen voor en tien Democratische stemmen tegen). Op verzoek van republikein Jeff Flake en de senatoren van de Democratische Partij werd wel gevraagd de stemming in de senaat met een week uit te stellen, zodat de FBI nog extra onderzoek zou kunnen uitvoeren naar de beschuldigingen van Ford en twee andere vrouwen. Het FBI-rapport werd op 4 oktober aan het Witte Huis en de Senaat overhandigd. De FBI contacteerde tien getuigen, van wie er negen konden worden ondervraagd. Democratische senatoren noemden het onderzoek een "farce", en stelden dat "belangrijke getuigen niet gehoord waren".
Op 6 oktober bevestigde de Senaat Kavanaugh als rechter in het Hooggerechtshof, met 50 stemmen voor en 48 stemmen tegen. De stemming verliep niet volledig volgens de partijlijnen. Zo stemde de Democratische senator Joe Manchin voor zijn benoeming. Kavanaugh legde even later de ambtseden af bij opperrechter Roberts en bij zijn voorganger Anthony Kennedy. President Trump excuseerde zich namens de natie bij rechter Kavanaugh en zijn familie voor de pijn die hun tijdens het benoemingsproces was aangedaan.

### Privé
Brett Kavanaugh is katholiek. Hij is getrouwd met Ashley Estes, afkomstig uit Abilene in Texas. Zij was eveneens werkzaam in het Witte Huis ten tijde van het presidentschap van George W. Bush. Ze hebben twee dochters.
Samuel Alito · Amy Coney Barrett · Neil Gorsuch · Ketanji Brown Jackson · Elena Kagan · Brett Kavanaugh · John Roberts · Sonia Sotomayor · Clarence Thomas